# Jonathan Mestel
Andrew Jonathan Mestel (Cambridge, Inglaterra, 13 de marzo de 1957) es un experto en matemática aplicada en el Imperial College London, donde trabaja en magnetohidrodinámica y dinámica de fluidos biológica. Fue la primera persona que recibió los títulos de ajedrez de Gran Maestro Internacional de la FIDE es las modalidades de tablero y de resolución de problemas.
Estudiante de la Manchester Grammar School, fue campeón del mundo sub-16 en 1974, en 1982 recibió el título de GM, ganó el Campeonato de Gran Bretaña de ajedrez en 1976, 1983 y 1988 y el Campeonato del mundo de resolución de ajedrez en 1997. Junto con John Nunn, Mestel es también un miembro del equipo de resolución británico que ha ganado varias medallas en los campeonatos del mundo.
Entre 1976 y 1988, fue un miembro frecuente del equipo inglés de las Olimpíadas de ajedrez, ganando 3 medallas por equipos (dos de plata y una de bronce). En 1984, ganó una medalla de oro individual por su sobresaliente actuación de 7/9. Otros resultados notables para los equipos ingleses fueron en 1978 en la Olimpiada estudiantil en México donde obtuvo una Medalla de oro y en el Campeonato de Europa por equipos de ajedrez de 1983 en Plovdiv (Bulgaria).
Escribió el juego de ordenador Brand X junto a Peter Killworth, que más tarde fue reescrito para Windows y lanzado comercialmente como Philosopher's Quest.
Es hijo del astrónomo Leon Mestel. Está casado desde 1982 con Anna O´Donovan, tienen un hijo, David, nacido en febrero de 1992.